# ازرق (گیاه)
ازرق، رنگینک (نام علمی: Chrozophora tinctoria) نام یک گونه از سرده ازرق است.

## نگارخانه

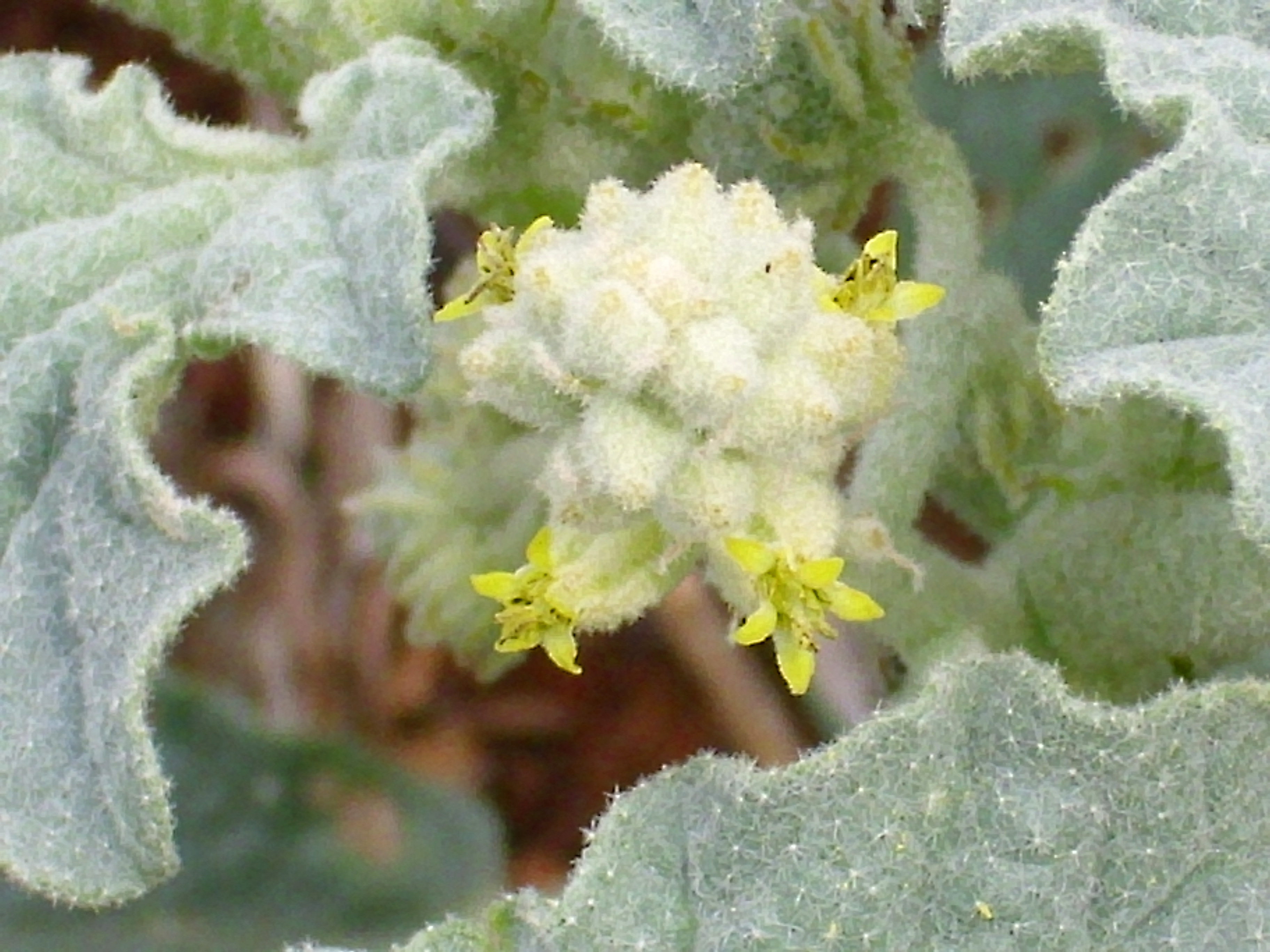
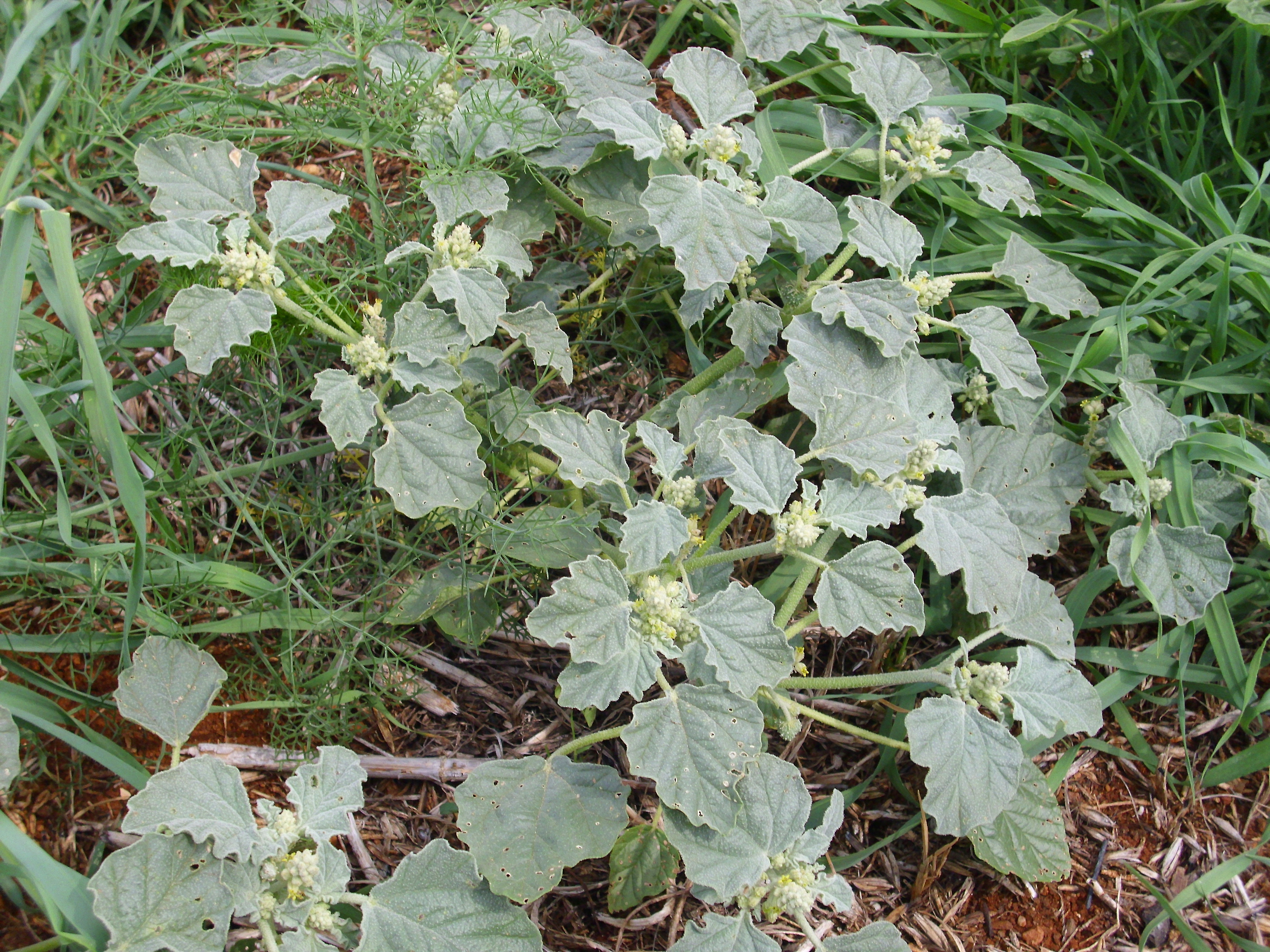
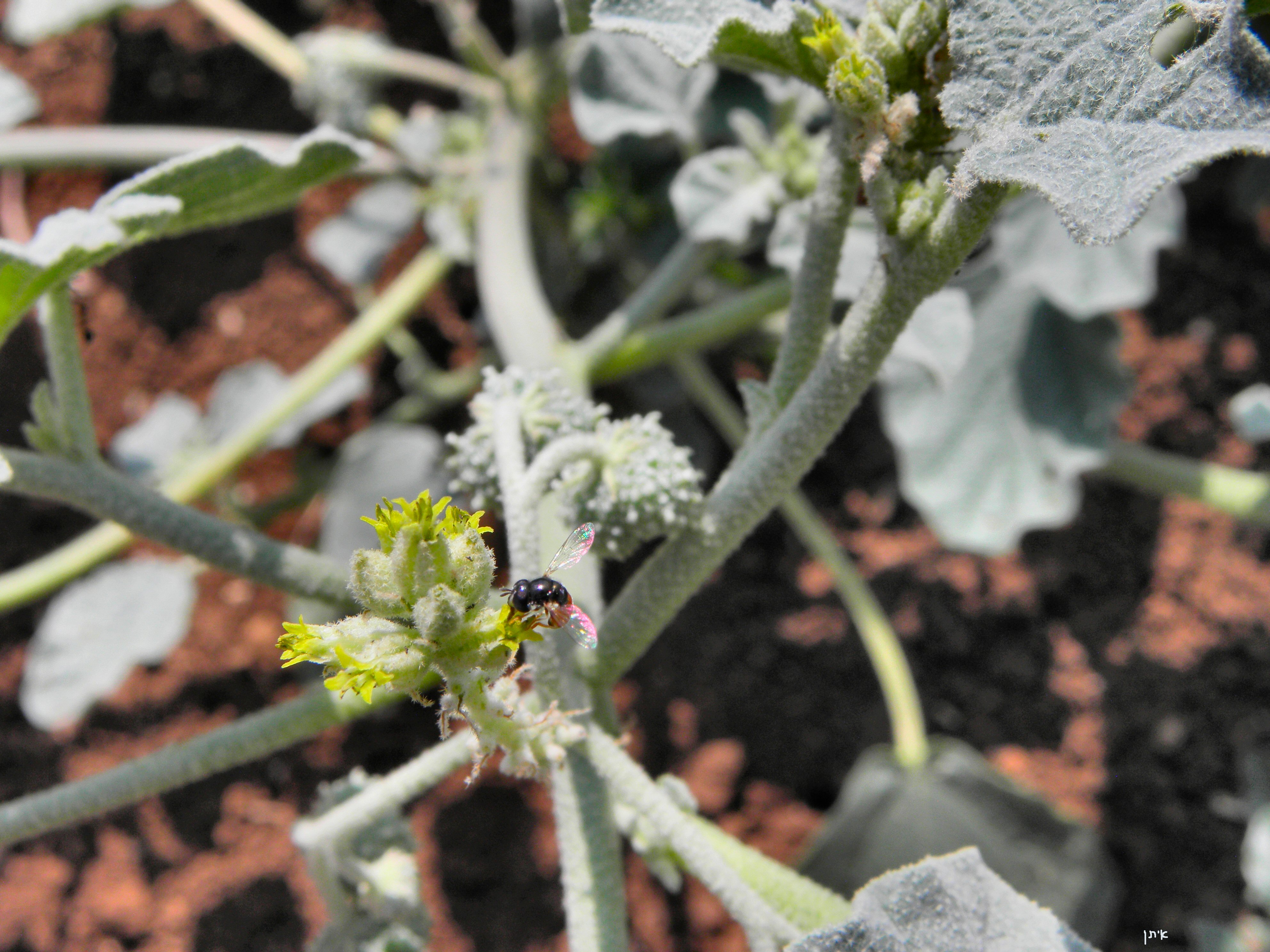
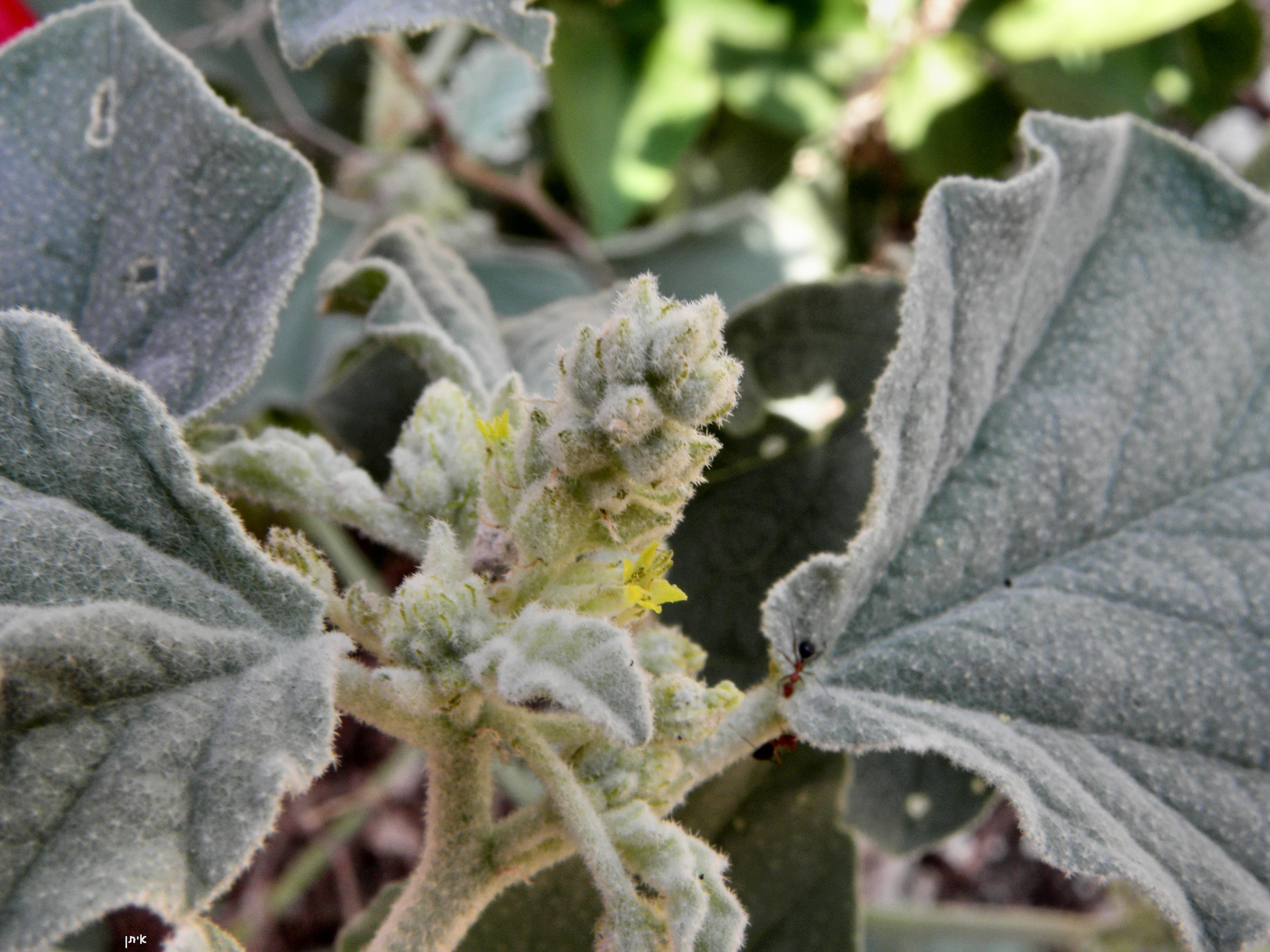
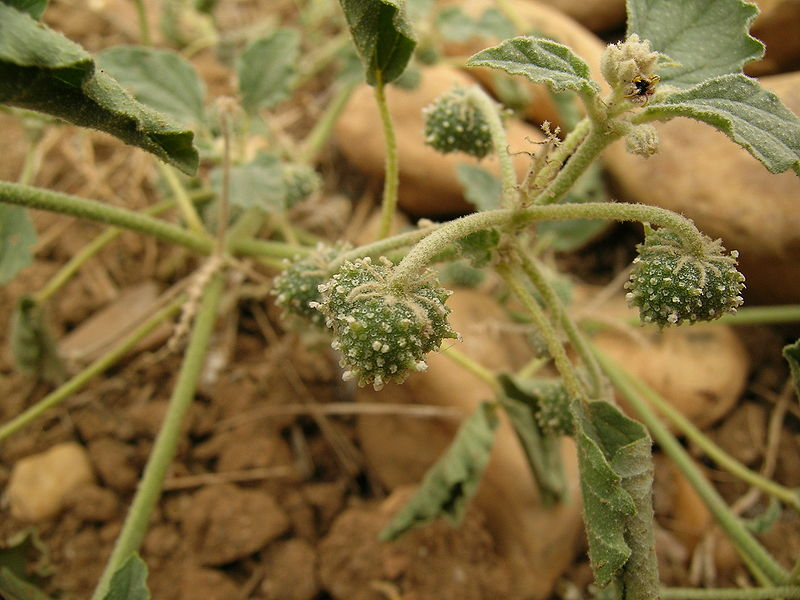